# Siegfried Schneider (siatkarz)
Siegfried Schneider (ur. 12 listopada 1939 w Forst (Lausitz)) – niemiecki siatkarz, medalista igrzysk olimpijskich i mistrzostw świata.

## Życiorys
Schneider zaczął trenować siatkówkę w wieku 13 lat. Będąc siedemnastolatkiem przeniósł się do Lipska, gdzie rozpoczął grę w miejscowym klubie. W międzyczasie ukończył kurs z zakresu inżynierii lądowej oraz studia na miejscowym uniwersytecie z tytułem nauczyciela sportu i trenera siatkówki.
Był w składzie reprezentacji Niemiec Wschodnich podczas mistrzostw świata 1966 w Czechosłowacji i mistrzostw Europy 1967 w Turcji. Na obu imprezach wschodnioniemieccy siatkarze zajęli czwarte miejsca. Schneider reprezentował swój kraj podczas igrzysk 1968 w Meksyku. Zagrał we wszystkich dziewięciu meczach, po których drużyna NRD zajęła 4. miejsce. Tryumfował z reprezentacją podczas pucharu świata 1969 i na rozgrywanych w Bułgarii mistrzostwach świata 1970. W 1971 na organizowanych we Włoszech mistrzostwach Europy Schneider warz z kolegami z reprezentacji powtórzył wynik sprzed czterech lat. Wystąpił także na igrzyskach 1972 odbywających się w Monachium. Zagrał we wszystkich pięciu meczach fazy grupowej, wygranym półfinale ze Związkiem Radzieckim oraz w przegranym finale z Japonią.
Schneider dziesięciokrotnie zdobywał tytuł mistrza NRD, z klubem SC Rotation Leipzig w 1962 oraz z SC Leipzig w 1965, latach 1967-1972 i ponownie w 1976. Po igrzyskach w 1972 zakończył karierę sportową. W latach 1973–1982 był trenerem męskich drużyn siatkarskich, a od 1983 do 1990 roku managerem klubu sportowego.
W 2009 znalazł się w Volleyball Hall of Fame.